# Oberea shimomurai
Oberea shimomurai är en skalbaggsart som beskrevs av Kurihara och N. Ohbayashi 2007. Oberea shimomurai ingår i släktet Oberea och familjen långhorningar.
Artens utbredningsområde är Taiwan. Inga underarter finns listade i Catalogue of Life.